# Église San Giovanni a Porta Latina
Pour les articles homonymes, voir Église Saint-Jean.
L'église San Giovanni a Porta Latina (en français : Saint-Jean-à-la-Porte-Latine) est une église-basilique située près de la porta Latina sur la via Latina dans le rione de Celio à Rome. Elle fut construite à partir du Ve siècle et dédié à saint Jean.

## Historique
Dédiée à saint Jean l'évangéliste qui aurait vécu son martyre à proximité, cette église datant du Ve siècle a été ordonnée sous Gélase Ier (492-496), ce qui semble en accord avec les plus vieilles tuiles du toit portant les marques fiscales de Théodoric le Grand ayant régné sur la ville de 493 à 526. Elle a ensuite été agrandie en 720 sous le pape Adrien Ier et restaurée en 1191 par le pape Célestin III avec la reconstruction d'un nouveau campanile de cinq étages et l'ornementation de 46 fresques représentants des scènes bibliques. En 1657, une nouvelle rénovation est ordonnée par le pape Alexandre VII. Elle est confiée à l'architecte Francesco Borromini qui fait percer les six fenêtres de la nef. La façade fut une dernière fois ravalée en 1940-1941 lorsque l'église fut confiée aux Pères rosminiens, dont le collège missionnaire se trouve sur la via Latina dans des bâtiments attenants à l'église.
L'église est depuis 1517, le siège du titre cardinalice de San Giovanni a Porta Latina érigé par le pape Léon X.

## Architecture

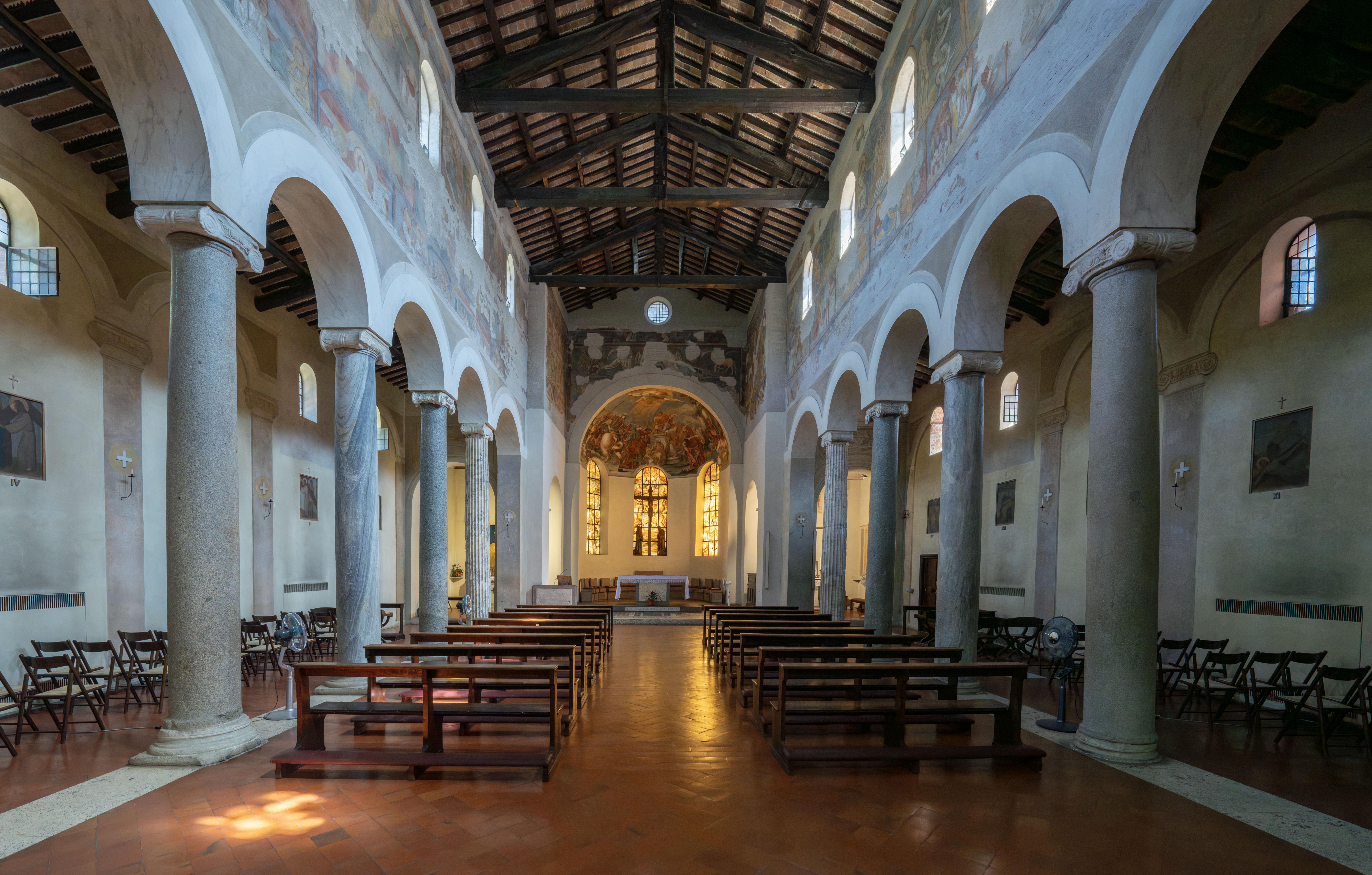
La nef et ses colonnes toutes différentes

Le puits situé devant la basilique date VIIIe siècle et porte des inscriptions probablement postérieures : In nomine patres et fili et spiritu santi et Omnes sitientes venite ad aquas (Que tous ceux qui ont soif viennent à l'eau). Le portique extérieur de quatre colonnes et cinq arches marque le niveau d'origine de l'édifice. L'intérieur de l'église est divisé en trois nefs séparées par cinq paires de colonnes de marbre toutes différentes et surmontées de chapiteaux ioniens. L'abside semi-hexagonale est agrémentée de fenêtres à plaques d'onyx jaunes diffusant une lumière dorée.
Aux XVIe et XVIIe siècles de nouvelles mosaïques furent ajoutées dans l'abbatiale d'après les cartons du Cavalier d'Arpin et le plafond refait dans le style baroque avec de simples poutres de bois.

## Oratoire de Saint-Jean
L'église possède sous sa dépendance l'Oratoire San Giovanni in Oleo situé à une centaine de mètres plus loin sur la via Appia. Selon les textes de la Légende dorée, cet oratoire serait construit sur le site même où saint Jean aurait survécu à la torture ordonnée par Domitien en le plongeant dans l'huile bouillante. L'oratoire a été reconstruit sur un plan octogonal en 1509 et restauré par le cardinal Francesco Paolucci vers 1660. Il abrite une fresque de Lazzaro Baldi. En 1719, Clément XI fait faire des retouches intérieures.
L'oratoire porte sur son seuil les armes et la devise Au plaisir de Dieu inscrites par le prélat français Benoît Adam.

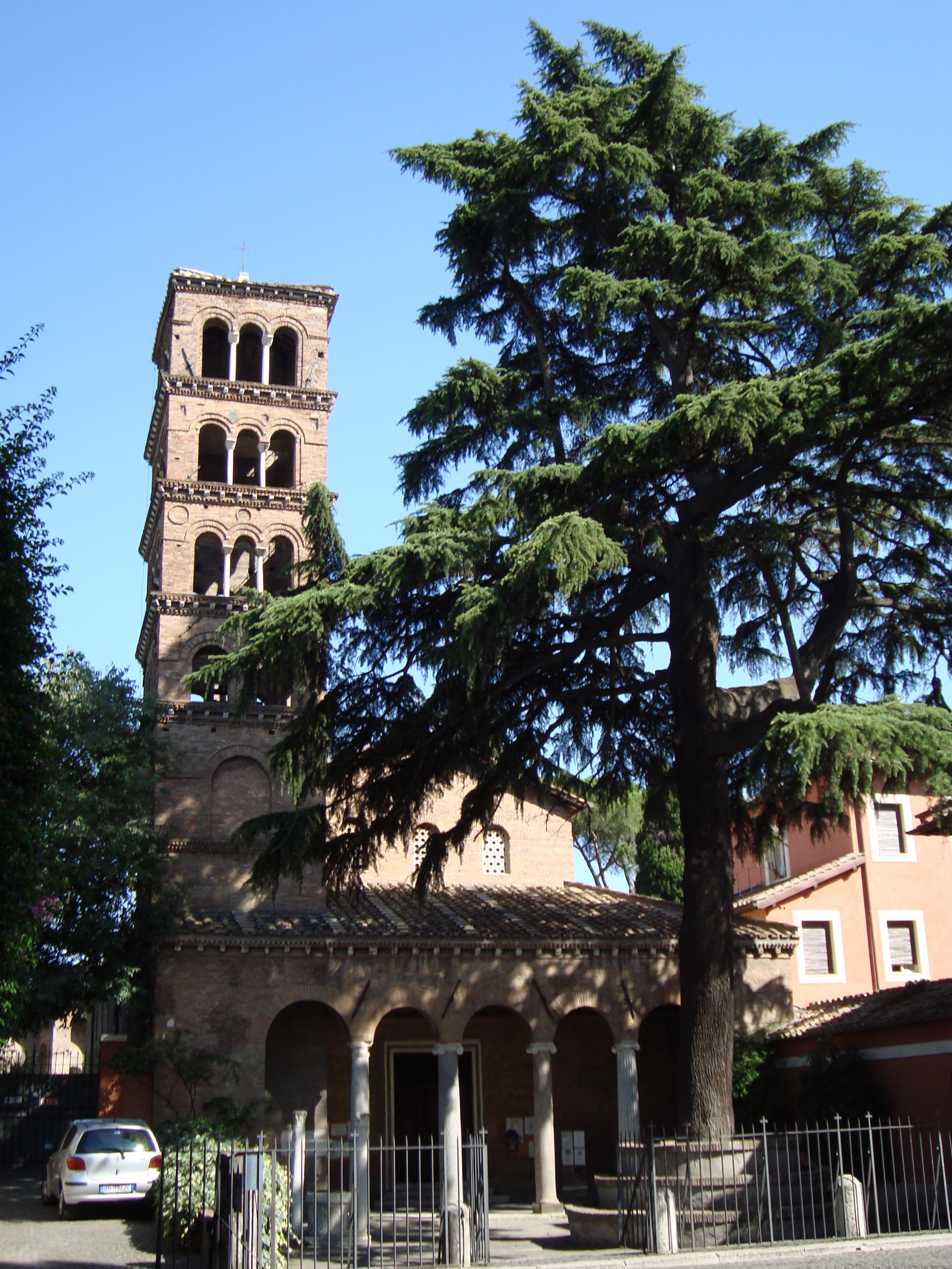
L'église en 2009, avec le cèdre.
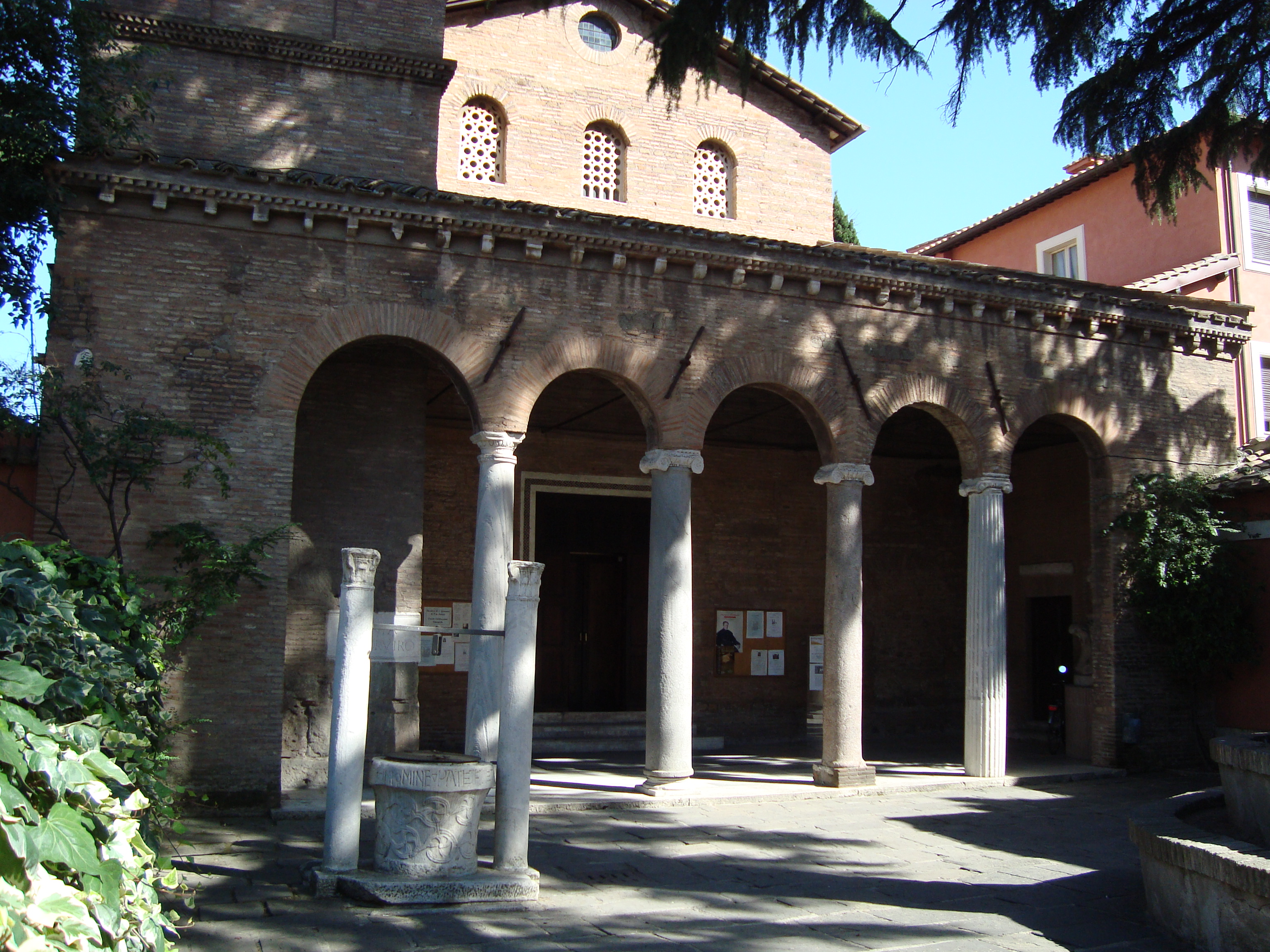
Le portique
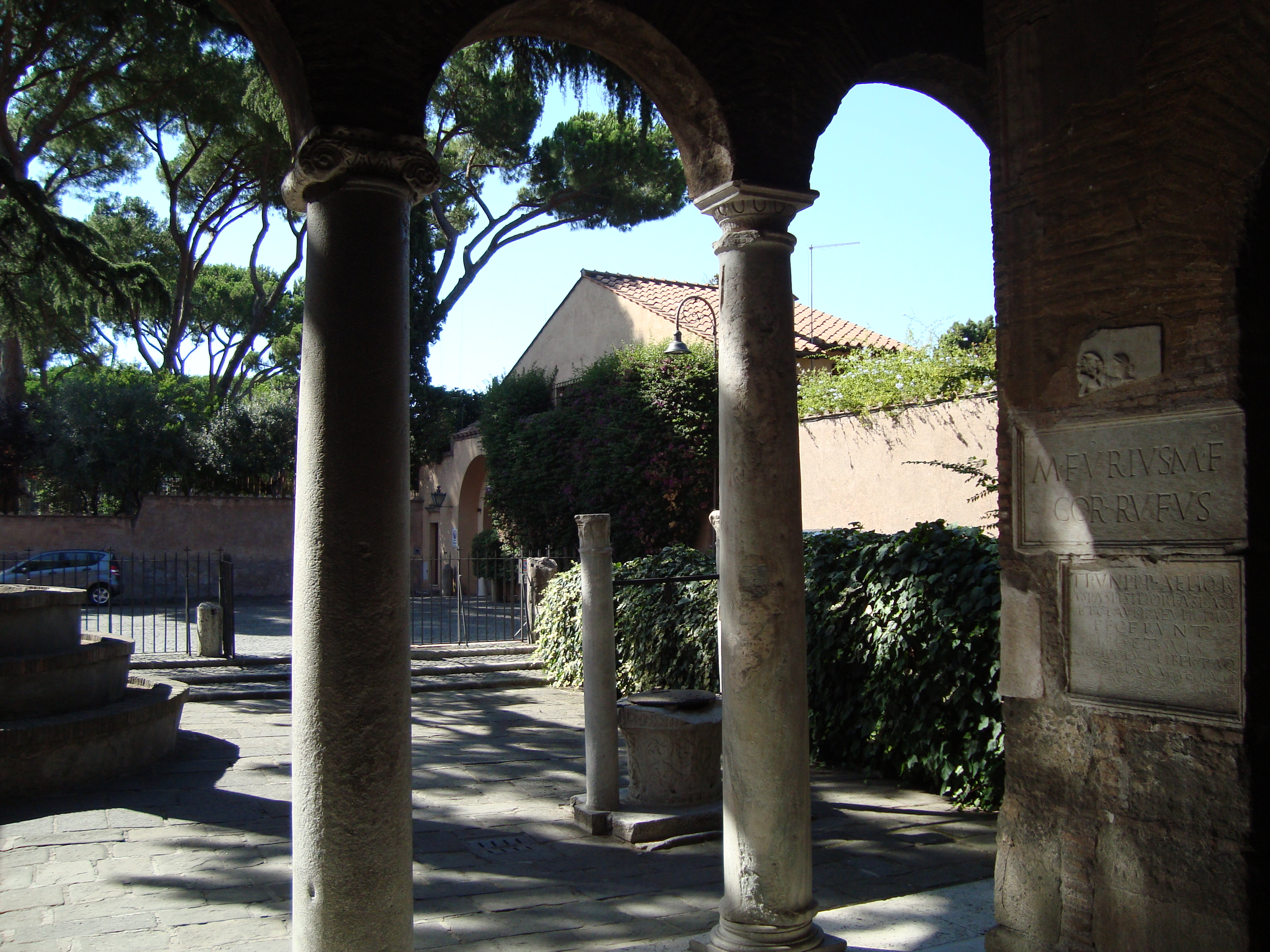
Vue de l'intérieur du portique
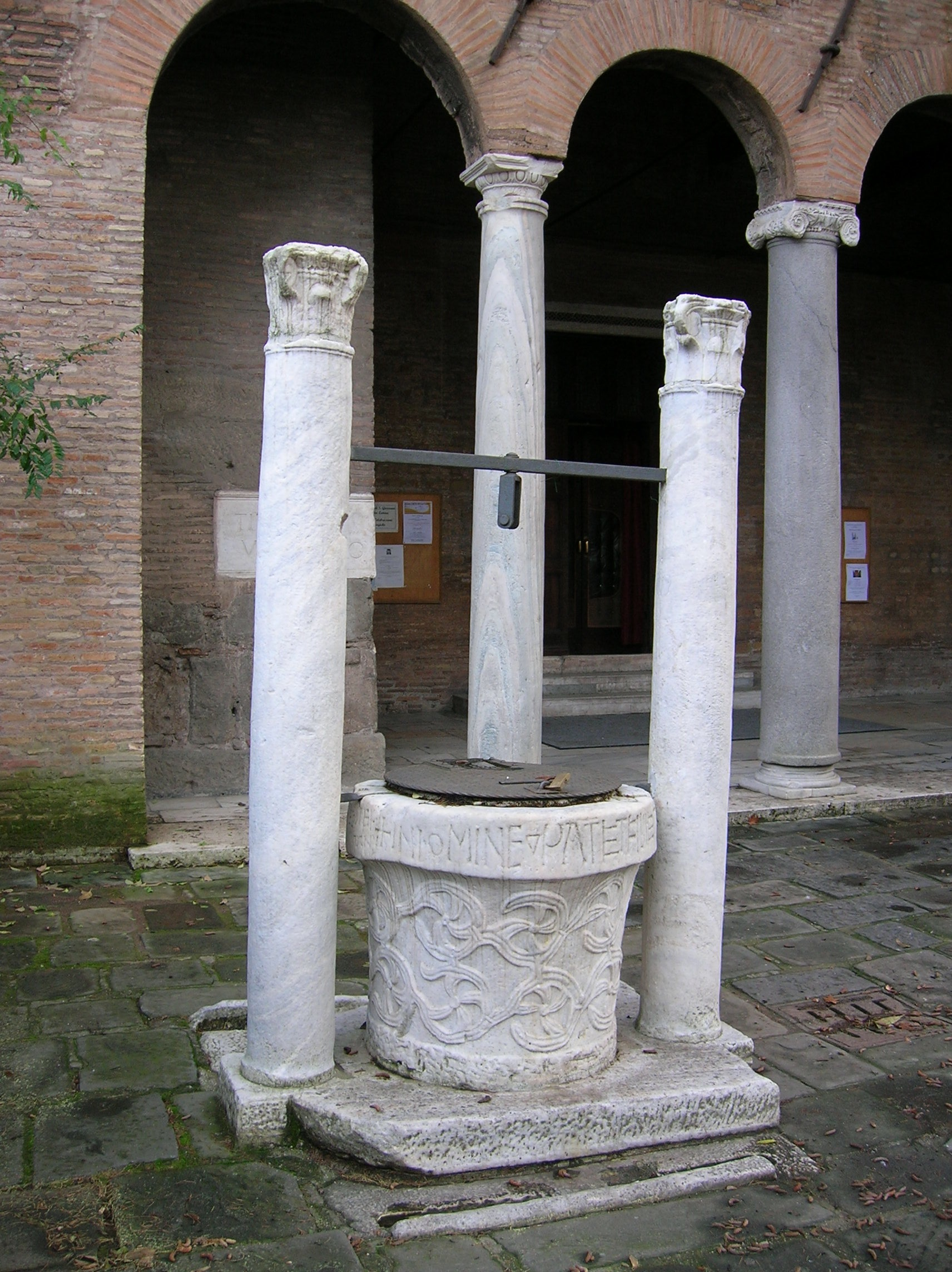
Le puits du VIIIe siècle à l'entrée

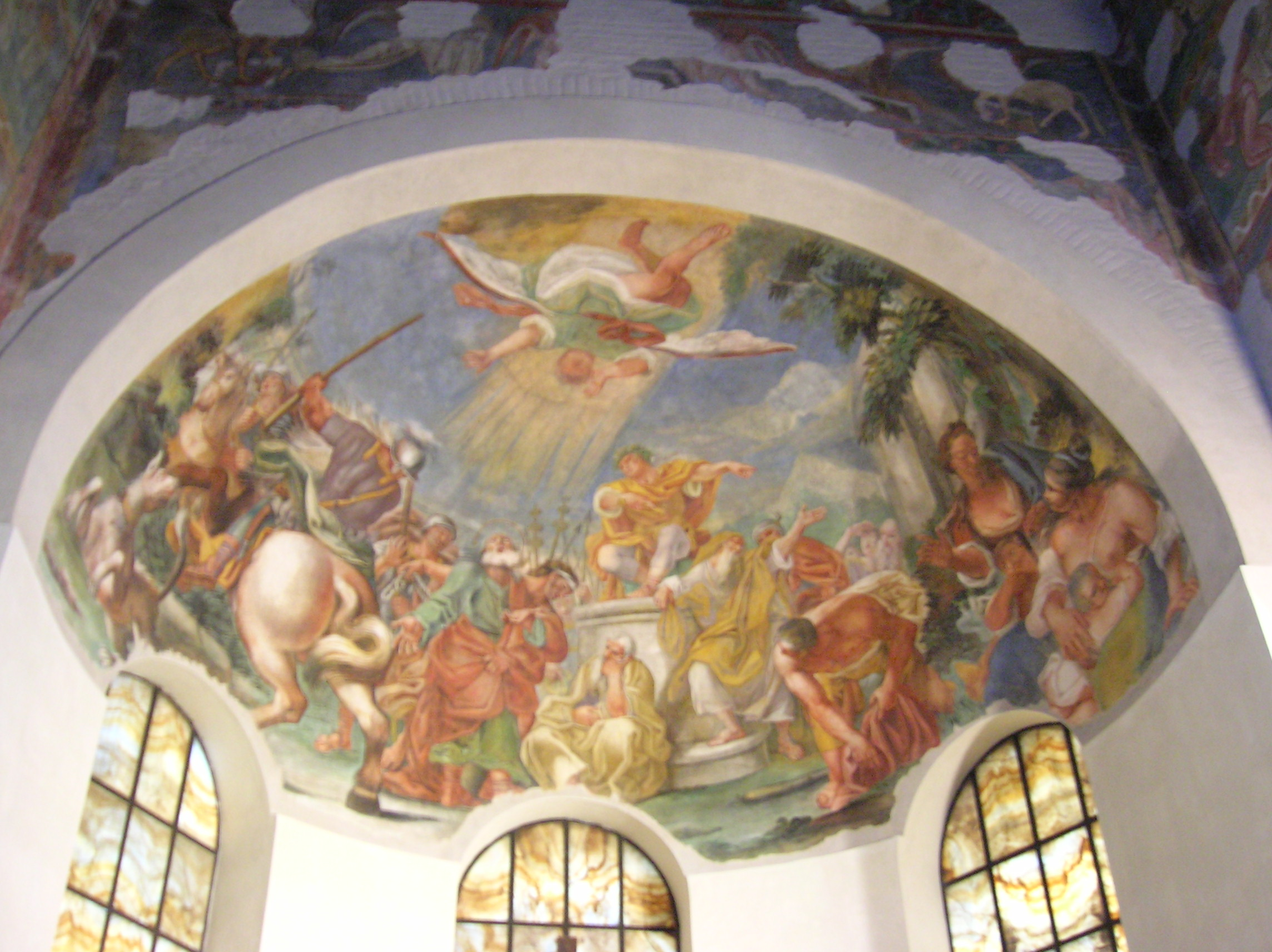
Les fresques de l'abside
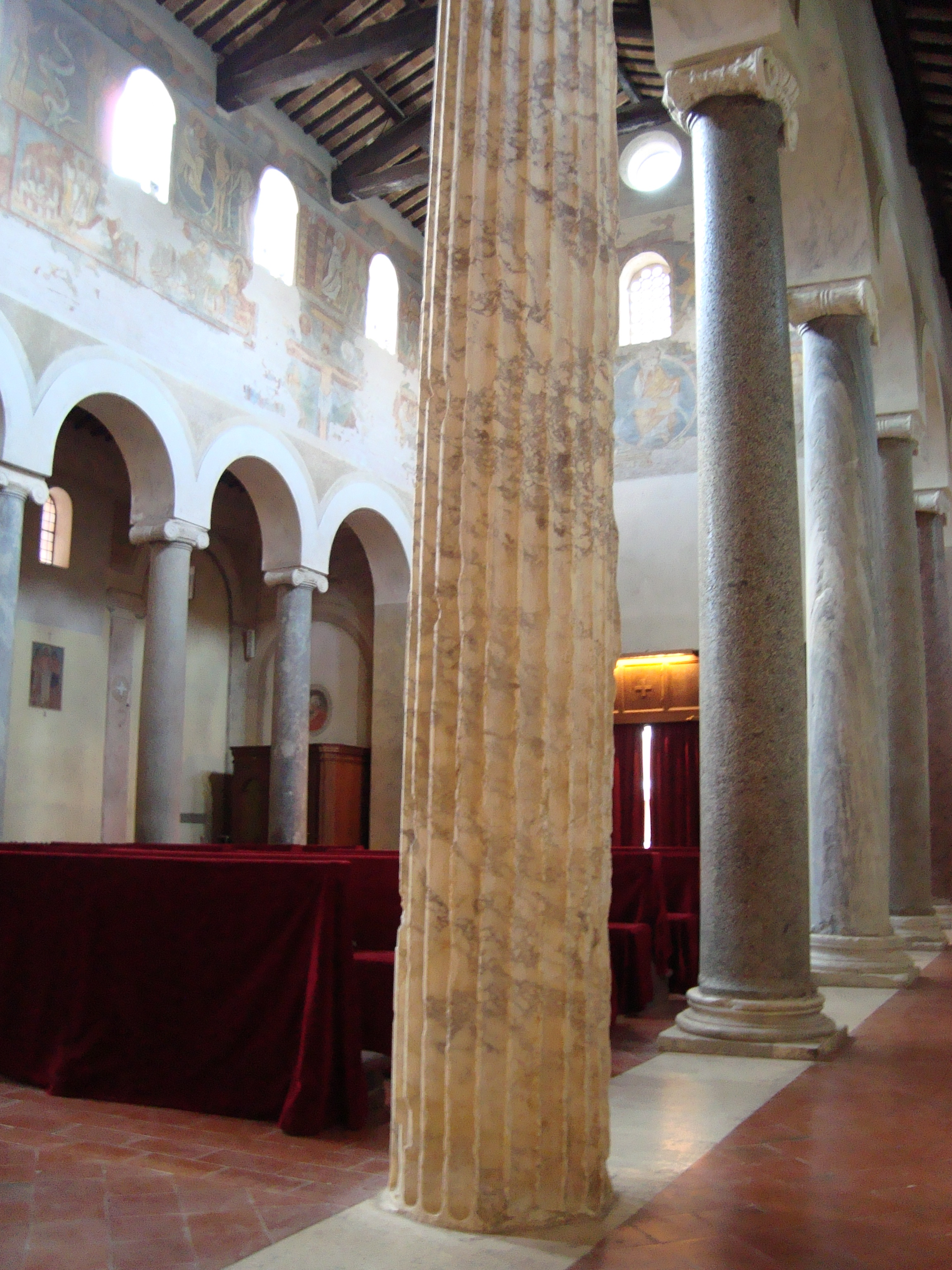
Détail des colonnes
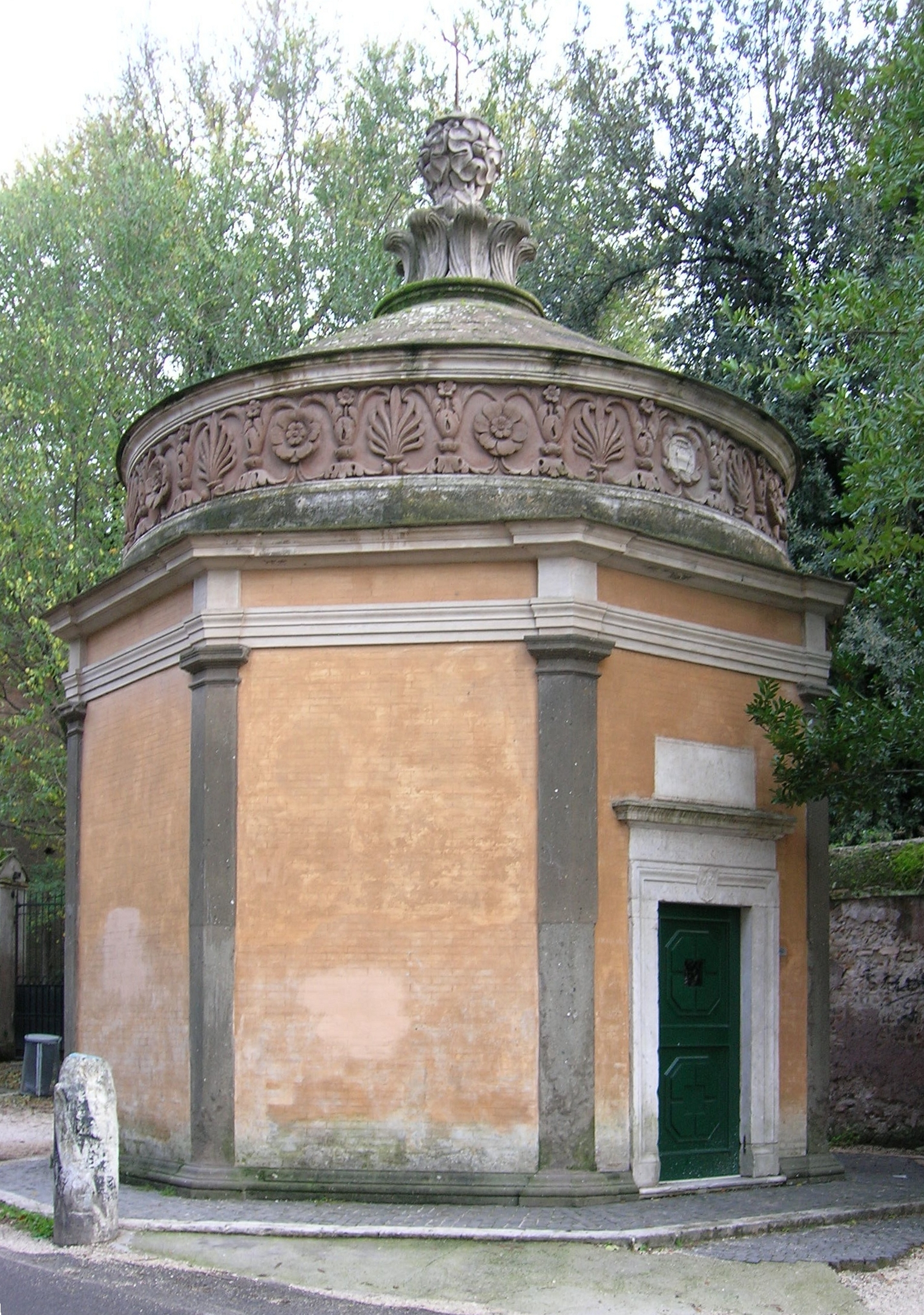
L'Oratoire San Giovanni in Oleo.
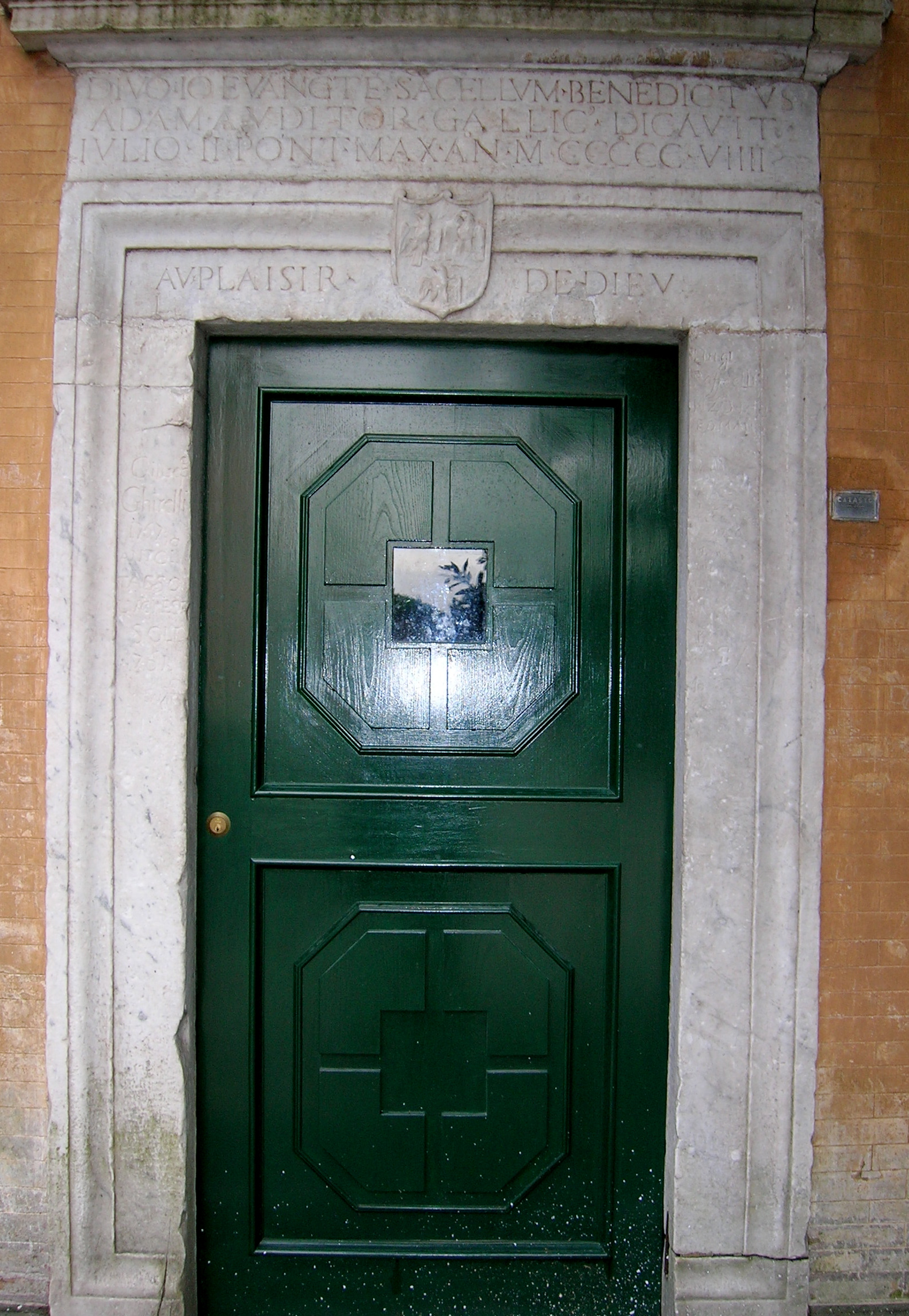
Inscription sur la porte de l'oratoire

## En littérature
Dans son Journal de voyage en Italie, Montaigne raconte que des mariages entre hommes étaient célébrés dans cette église par une « étrange confrérie » de Saint Jean, peut-être en hommage à la relation privilégiée que cet apôtre entretenait avec Jésus.